# Miguel Gayá
Miguel Gayá o Miquel Gayà i Sitjar (San Juan, 1917 - Palma de Mallorca, 1998) fue un escritor y poeta español considerado el último representante de la Escola mallorquina, si bien cronológicamente estuvo situado entre los poetas de la posguerra. Es hijo predilecto de la villa de San Juan.

## Obra
- L'atzur il.luminat (1944)
- Breviari d'amor (1946)
- Ruta dels cims (1951)
- Poema de l'Ave Maria (1953)
- Vuit poemes d'André Rivoire (1946 y 1959)
- Miratges del record (1975)
- La poesía de Miquel Ferrà (1960)
- L'intimisme poètic de Guillem Colom (1978)
- La lletra i l'esperit: estudis i parlaments (1978)
- Històries i memòries (1986)

Epistolarios:
- Contribució a l'epistolari de Miquel Costa i Llobera (1964)
- Contribució a l'epistolari de Joan Alcover (1978)
- Epistolari de Miquel Ferrà a Maria Antònia Salvà (1998)
- Epistolari de Maria Antònia Salvà a Miquel Ferrà (2006)